# Schießplatz Kagran
Der Militärschießplatz Kagran (auch „Elementarschießplatz“ oder „k.u. k. Garnisonsschießplatz“ genannt) wurde 1871 für Schießübungen des Militärs in Kagran errichtet.

## Errichtung
Am 28. Juli 1871 wurde ein Pachtvertrag zwischen dem k.u.k. Militär, gezeichnet von der Verwaltungskommission der k.k. Militärbaudirektion in Wien und dem Stift Klosterneuburg, über ein 182.400 Quadratmeter großes Grundstück (entlang der heutigen Arbeiterstrandbadstraße zwischen Wagramer Straße und Donauturmstraße) abgeschlossen, der am 1. April 1871 gültig wurde. Die Laufzeit dieses Vertrags betrug zunächst 15 Jahre. Nach dieser Frist musste ihn das Stift bei Bedarf verlängern, die Pacht sollte aber einem eventuell geänderten Grundstückswert angepasst werden. Das Holz, das für die Errichtung des Schießplatzes geschlagen werden musste, kam dem Stift zugute.

## Bis 1918
Ausgestattet wurde der Schießplatz mit 51 Schusslinien für Distanzen von 200 bis 600 Schritt und 6 Pistolenschießständen. Die Bauwerke wurden, um einfach und rasch abgebaut werden zu können, aus Holz errichtet.
Genutzt wurde der Schießplatz aber nicht nur vom Militär, auch private Schützenvereine waren hier aktiv. So etwa errichtete der Wurftaubenverein „Hubertusrunde“ hier Wurfanlagen zum Tontaubenschießen.
Anlässlich des 50-jährigen Regierungsjubiläums von Kaiser Franz Joseph I. fand hier das VI. Österreichische Bundesschießen, ein Schützenfest, statt, welches der Kaiser mit seinem Besuch beehrte.
Zehn Jahre später besuchte er abermals eine Veranstaltung des „Wiener Schützenvereines“, der 1872 einen Teil der Anlage gemietet hatte.

## Zwischenkriegszeit
Angrenzend an die so genannte Russenkirche (erbaut an der Wagramer Straße während des Ersten Weltkrieges von russischen und italienischen Kriegsgefangenen und 1922 als Kirche „Zum göttlichen Heiland“ geweiht) wurde ein Sportplatz für Heeressportler errichtet.
Auch in der Zwischenkriegszeit wurde der Elementarschießplatz vom Bundesheer genutzt. Er diente aber auch der Schießausbildung der Jugendorganisation „Jung-Vaterland“ der Heimwehren. Als Ausbilder fungierten Offiziere des Bundesheers.
Am 5. Juli 1936 veranstaltete die schon erwähnte „Hubertusrunde“ aus Anlass des 15-jährigen Bestehens des Verbandes der Wurf- und Tontaubenschützen Österreichs ein internationales Wurftaubenschießen mit zahlreichen Unterbewerben (Österreichische Meisterschaft, Länderkampf Österreich-Tschechoslowakei, …).

## Zeit des Nationalsozialismus
Auch während der Zeit des Nationalsozialismus zwischen 1938 und 1945 fanden hier Schießwettbewerbe statt.
Traurige Berühmtheit erlangte der Militärschießplatz Kagran aber wegen der zwischen 1940 und 1945 hier durchgeführten Hinrichtungen durch Erschießen als eine der Wiener Hinrichtungsstätten. Die genaue Zahl der hier Exekutierten lässt sich nicht exakt ermitteln, doch geht man unterdessen von mindestens 129 Personen aus. Hingerichtet wurden hier hauptsächlich Angehörige der deutschen Wehrmacht, die Gründe dafür waren „Zersetzung der Wehrkraft“ (Selbstverstümmelung), Fahnenflucht, Diebstahl und so weiter.
Als besondere Abschreckung gedacht war die für den 31. Oktober 1944 angeordnete Hinrichtung von fünf wegen „Vorbereitung zum Hochverrat“ und „Feindbegünstigung“ verurteilten Feuerwehrmännern aus Wien. Abgesehen von den Feuerwehrmännern, die in ihren Dienststellen Bereitschaftsdienst hatten, mussten alle anderen Feuerwehrleute in Uniform auf dem Schießplatz antreten. Zu ihrem Transport wurden Sonderzüge der Straßenbahn organisiert. Nichterscheinen oder zu spätes Erscheinen wurden unter Strafe gestellt. Vor den Augen der Kameraden wurden die ersten beiden der an Pfählen festgebundenen Feuerwehrmänner Hermann Plackholm und Johann Zak hingerichtet. Den drei anderen  – Franz Pascher, Johann Perthold und Oskar Schlaf – wurde im Anschluss daran ihre Begnadigung zu lebenslangem Zuchthaus mitgeteilt. Sie wurden ins Konzentrationslager Mauthausen gebracht, wo sie schon auf ihre Hinrichtung gewartet hatten.
Berichten zufolge wurden aber auch Homosexuelle aus den Reihen der Wiener Polizei hier hingerichtet.
Am 5. November 1944 wurde bei einem Luftangriff auf Wien auch die Heeresbekleidungsstelle, die auf dem Areal des Schießplatzes untergebracht war, schwer getroffen. Vier Wehrmachtsangehörige, zwei (vermutlich) Zivilangestellte und vier serbische Kriegsgefangene kamen dabei ums Leben.

## Zweite Republik

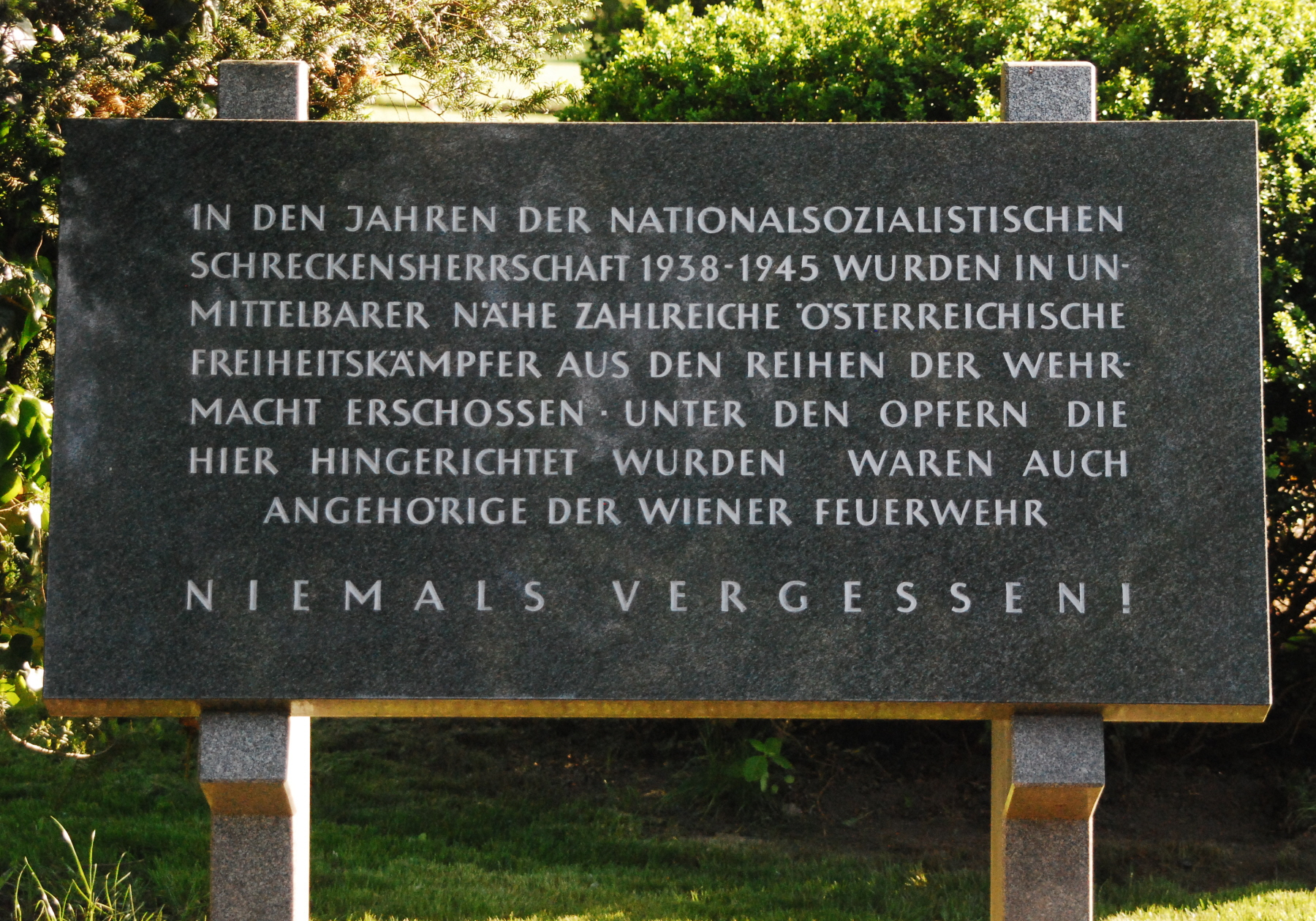
Gedenkstein für die Opfer des Nationalsozialismus, ehemaliger Schießplatz Kagran

Nach dem Zweiten Weltkrieg wurden auf dem Areal des Schießplatzes zahlreiche Leichen exhumiert, deren Herkunft nicht einwandfrei geklärt werden konnte.
Teile des ehemaligen k. und k. Garnisonsschießplatzes wurden als "Donaupark Wien" in die internationale Gartenschau WIG 1964 miteinbezogen und auf einem anderen Teil hatten die Österreichischen Bundesbahnen 1949 mit der Errichtung einer Betriebssportstätte begonnen.
Am 5. November 1984 wurde zur Erinnerung an die hier Ermordeten ein Gedenkstein enthüllt.